# AV-8B Harrier II
AV-8B Harrier II (укр. «Га́ррієр II») — родина американських штурмовиків вертикального злету та приземлення. AV-8B «Гаррієр» II є розвитком ранньої модифікації AV-8A «Гаррієр». Перебуває на озброєнні Корпусу морської піхоти США, а також військово-морських сил Іспанії та Італії.

## Тактико-технічні характеристики
Наведені характеристики відповідають модифікації AV-8B.
Джерело: Naval History and Heritage Command 
Основні характеристики
- Екіпаж: 1 пілот
- Довжина: 14,12 м
- Висота: 3,551 м
- Розмах крила: 9,245 м

- Площа крила: 21,37 м²
- Стрілоподібність по лінії 1/4 хорд: 30,62°
- Коефіцієнт подовження крила: 4,0
- База шасі: 3,481 м (між основними стійками)
- Колія шасі: 5,182 м (між бічними стійками)
- Маса порожнього: 5 822 кг
- Маса спорядженого: 6 097 кг (без бойового навантаження)
- Максимальна злітна маса: 14 060 кг
- Маса палива у внутрішніх баках: 3 590 кг
- Обсяг паливних баків: 4319 л (+ 4 × 1 136 л ПТБ)

Льотні характеристики
- Крейсерська швидкість: 706–845 км/год
- Бойовий радіус: 470 км (c 6 × бомбами Mk.82 без ПТБ)
- Практична дальність: 2 502 км (без ПТБ без бойового навантаження)
- Перегінна дальність: 3 293 км (з ПТБ без бойового навантаження)
  - Зі скиданням ПТБ в міру витрати палива: 3954 км
- Швидкопідйомність: 81 м/с (без ПТБ без бойового навантаження з повним запасом палива)
- Довжина розгону: 466 м (при максимальній злітній масі)
- Довжина пробігу: 433–561 м (залежно від посадкової маси)

Озброєння
- Стрілецько-гарматне: 1 × 25 мм гармата GAU-12 з 300 патронами (Знімна)
- Точки підвіски: 7
- Бойове навантаження: ** Під фюзеляжем: 454 кг
  - Внутрішні: 2 × 907 кг
  - Центральні: 2 × 454 кг
  - Зовнішні: 2 × 286 кг
- Керовані ракети:  
  - ракети «повітря-повітря»: 4 × AIM-9L
  - ракети «повітря-поверхня»: 4 × AGM-65E
- Бомби: вільнопадаючі:
  - фугасні:
    - 15 × 119 кг Mk.81 або 227 кг Mk.82
    - 6 × 460 кг Mk.83

  - касетні: 12 × Mk.20
  - запальні: 10 × Mk.77
  - кориговані:
    - 10 × GBU.12B/B
    - 4 × GBU.16/B

Підвісні паливні баки: 4 × 1 136 л 